# Shi Yan
Shi Yan (chinesisch 史岩; * 10. Oktober 1904 im Kreis Yixing, Jiangsu; † 1994) war ein bedeutender chinesischer Kunsthistoriker. Er arbeitete ab 1943 am Dunhuang-Kunstwissenschaftsinstitut (Dunhuang yishu yanjiusuo). Sein Werk über die Malereien und Skulpturen der Dunhuang-Grotten (Dunhuang shishi huxiang tishi) aus dem Jahr 1947 lieferte wichtige Materialien für das Studium der Wandmalereien der Grotten.
Er ist Verfasser und Herausgeber verschiedener kunsthistorischer Werke,  darunter ein zur Geschichte der chinesischen Skulptur, eines zur Skulptur der Sui- und Tang-Zeit und eines zur Skulptur der Zeit der Fünf Dynastien und der Song-Dynastie.

## Werke (Auswahl)
- Shi Yan: Dunhuang shishi huaxiang tishi (Studien zu den Malereien und Skulpturen der Dunhuang-Grotten, Museum der Huaxi-Universität u. a. 1947 (史岩《敦煌石室画像题识》 华西大学博物馆、比较文化研究所、国立敦煌艺术研究所联合出版，1947年2月))